# Універсальний м'яч

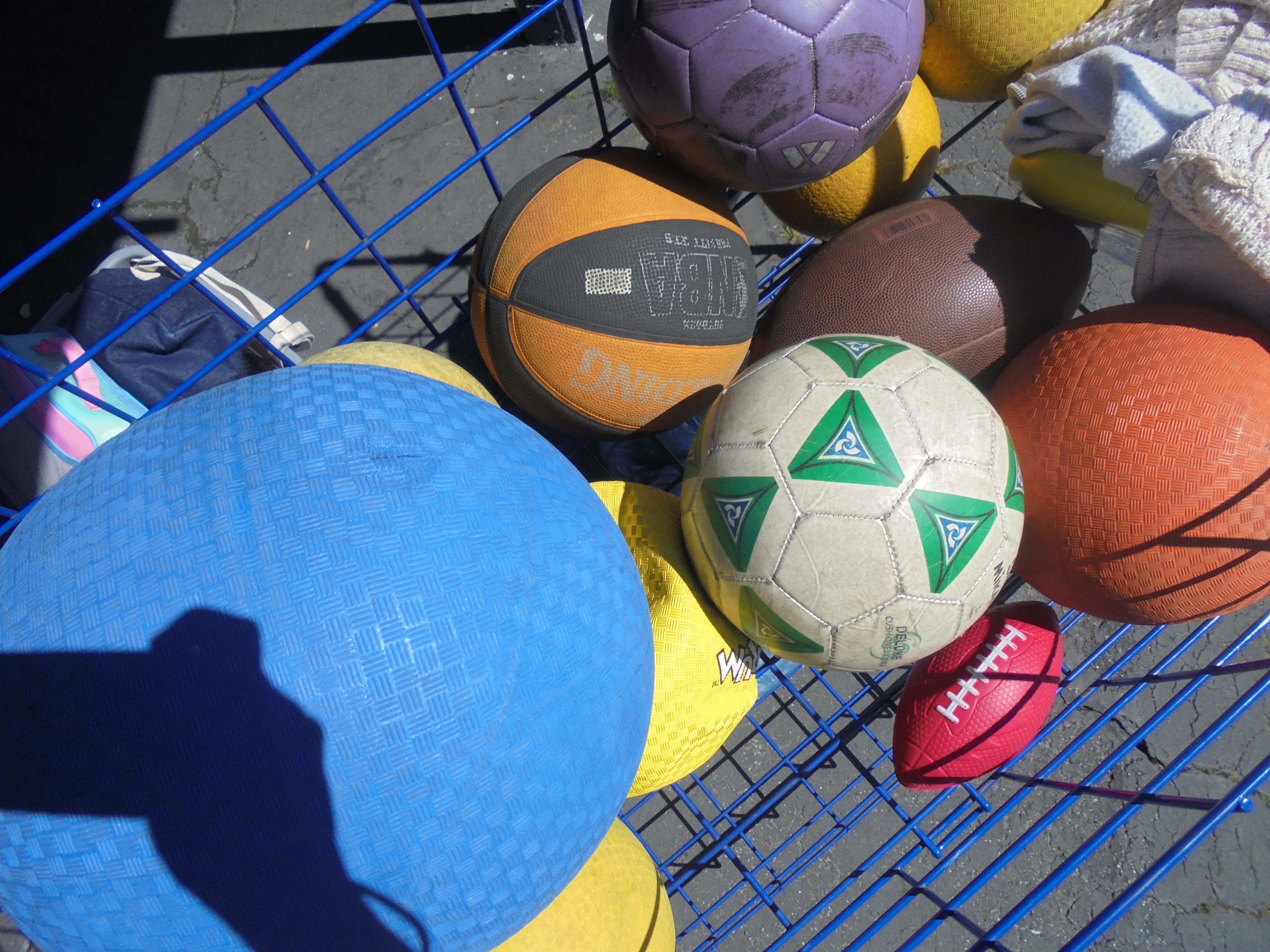
Сині, помаранчеві та жовті універсальні м’ячі серед решти спортивних м’ячів

Універсальний м’яч (також відомий як ігровий м’яч або названий на честь ігор, в яких його використовують, як-от доджбол і кікбол ) — це сферичний напомпований м’яч, який використовують у кількох спортивних іграх. Універсальні м’ячі з'явилися в середині 20-го століття й дотепер їх активно використовують у різних іграх.

## Історія
Перші універсальні м’ячі були виготовлені американським виробником Voit невдовзі після Другої світової війни та набули популярності впродовж кількох років, будучи адаптованими до певних ігор, таких як доджбол та кікбол, в які раніше грали більш твердими та важкими м'ячами, наприклад баскетбольними. 
М’якіший м’яч був безпечнішим і легшим для адаптації до інших ігор, таких як чотири квадрати.

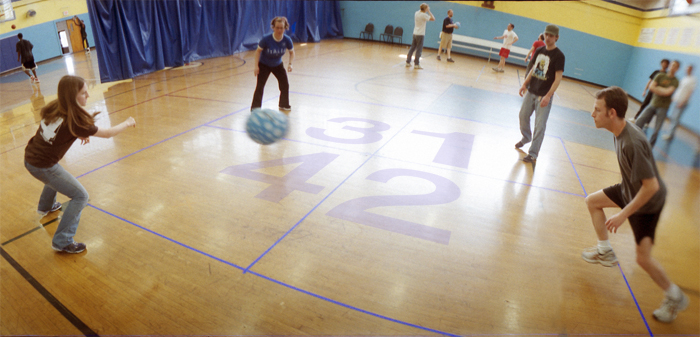
Гра "Чотири квадрати"

## Технічні характеристики

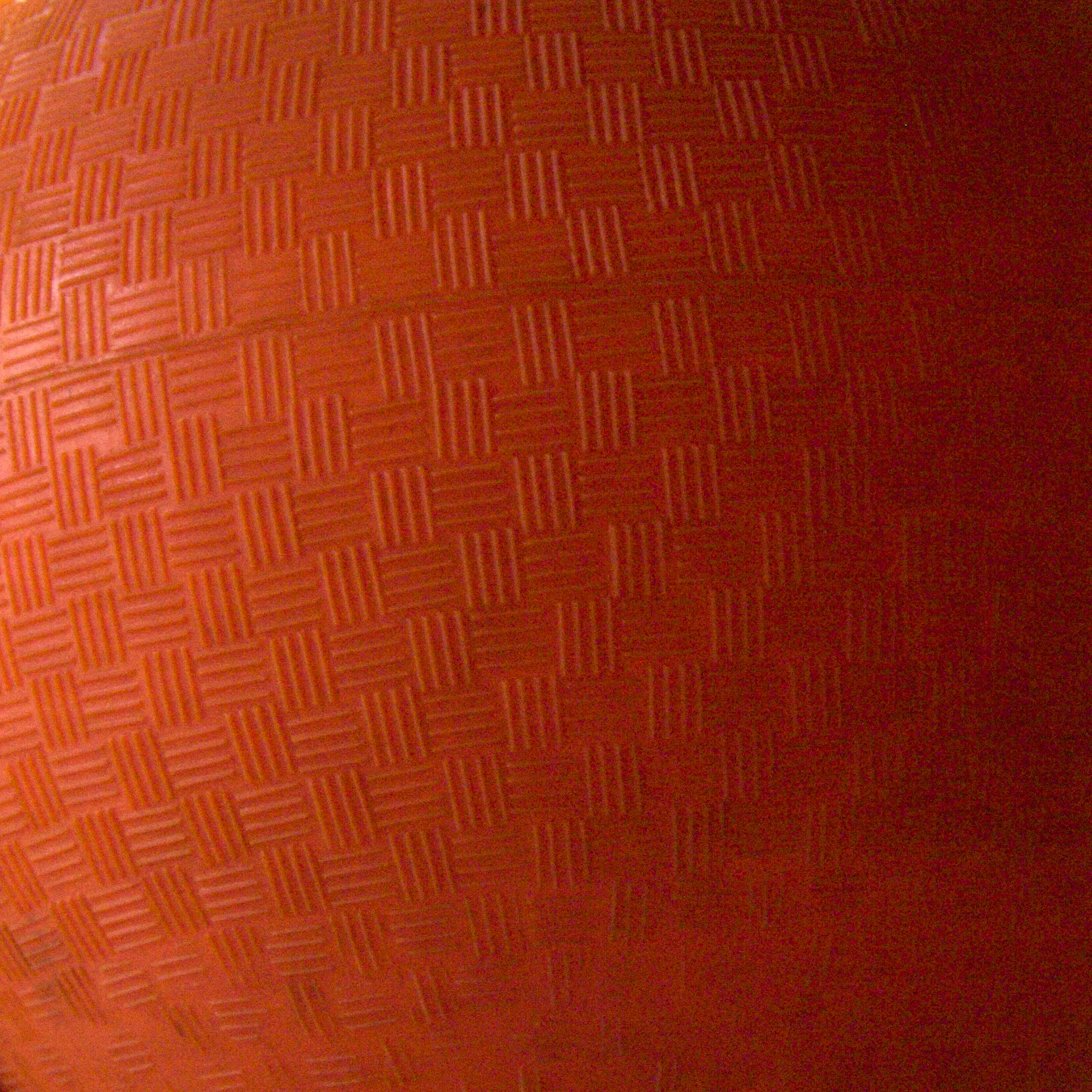
Збільшене зображення помаранчевого універсального м’яча з видимими насічками на поверхні

Універсальні м’ячі зазвичай виготовляють з полівінілхлориду або гуми, вони мають діаметр 8 дюймів (220 мм) та вагу від 11,6 до 13,3 унцій (330 - 380 г).  М'ячі часто виготовляють з насічками на поверхні для кращого контакту, їх напомповують до 2 фунтів на квадратний дюйм (14 кПа або 0,14 атм). 

## Дивіться також
- М’яч-воронка (Funnel ball), частина встаткування для ігрового майданчика, за допомогою якої грають, використовуючи універсальні м’ячі.

- Кікбол — гра, в яку грають універсальним м’ячем.

- Доджбол — гра, в яку грають універсальним м’ячем.

## Зовнішні посилання
- Історія фірми Voit

1. ↑  Chetwynd, Josh (2011). The Secret History of Balls: The Stories Behind the Things We Love to Catch, Whack, Throw, Kick, Bounce and Bat. New York City, New York, United States: Perigee Trade. pp. 174–175. ISBN 9780399536748. LCCN 2010054221
2. ↑  Applebaum, Ben; DiSorbo, Dan; Ferrari, Michael (February 23, 2016). "The Playground Ball 101". Recess: From Dodgeball to Double Dutch. Chronicle Books, LLC. p. 134. ISBN 9781452146287.
3. ↑  Foster, J. Paul (March 1955). "Four Squares". Journal of Health, Physical Education, Recreation. 26 (3). American Alliance for Health, Physical Education, and Recreation: 63.